# Кірата (Сирія)
Кірата (англ. Qiratah, араб. قيراطة) — поселення в Сирії, що складає невеличку друзьку общину в нохії Ізра, яка входить до складу мінтаки Ізра в південній сирійській мухафазі Дара.